# Ruschia atrata
Ruschia atrata är en isörtsväxtart som beskrevs av L. Bol. Ruschia atrata ingår i släktet Ruschia och familjen isörtsväxter. Inga underarter finns listade i Catalogue of Life.